# Андрианов, Юлиан Анатольевич
Юлиан Анатольевич Андрианов — советский хозяйственный и политический деятель.

## Биография
Родился в 1932 году. Член КПСС.
Окончил Московский институт цветных металлов и золота им. М. И. Калинина.
В 1955—1964 гг. — сменный мастер, старший мастер обжигового отделения первого объединённого цеха Усть-Каменогорского ордена Ленина свинцово-цинкового комбината им. В. И. Ленина.
В 1964—1968 гг. — секретарь парткома Усть-Каменогорского титано-магниевого комбината.
В 1968—1971 гг. — первый секретарь Усть-Каменогорского горкома КП Казахстана.
В 1971—1990 гг. — инструктор отдела тяжелой промышленности ЦК КПСС.
Избирался депутатом Верховного Совета Казахской ССР 8-го созыва. Делегат XXIV съезда КПСС.
Жил в Москве.

## Награды
- Орден Знак Почёта (25.08.1971, 14.11.1980)